# Gilbert Aubry
Gilbert Guillaume Marie-Jean Aubry (ur. 10 maja 1942 w Saint-Louis) – francuski duchowny rzymskokatolicki, posługujący na wyspie Reunion, biskup diecezjalny Saint-Denis de La Réunion w latach 1976–2023, administrator apostolski sede vacante diecezji Port Victoria w latach 1994–1995, przewodniczący Konferencji Episkopatu Oceanu Indyjskiego w latach 1989–1996, 2002–2006, 2016–2020.

## Życiorys
Gilbert Guillaume Marie-Jean Aubry urodził się 10 maja 1942 w Saint-Louis na wyspie Reunion. Formację kapłańską otrzymał w seminarium duchownym w Saint-Denis. Święcenia prezbiteratu przyjął 23 sierpnia 1970.
20 listopada 1975 papież Paweł VI prekonizował go biskupem diecezjalnym Saint-Denis de La Réunion. 2 maja 1976 otrzymał święcenia biskupie i odbył ingres do katedry św. Denisa. Głównym konsekratorem był Georges Guibert, emerytowany biskup Saint-Denis de La Réunion, zaś współkonsekratorami Jean Margéot, biskup diecezjalny Port Louis i Félix Paul, biskup diecezjalny Port Victoria. Jako zawołanie biskupie przyjął słowa „Joie et Espérance - Justice et Paix” (Radość i Nadzieja - Sprawiedliwość i Pokój).
31 maja 1994 papież Jan Paweł II mianował go administratorem apostolskim sede vacante diecezji Port Victoria – którym był do 3 marca 1995. 19 lipca 2023 papież Franciszek przyjął jego rezygnację z zarządzania diecezją Saint-Denis.
W latach 2016–2020 był przewodniczącym Konferencji Episkopatu Oceanu Indyjskiego, natomiast w latach 2020–2023 pełnił funkcję zastępcy przewodniczącego Konferencji Episkopatu Oceanu Indyjskiego. Funkcję przewodniczącego pełnił także w latach: 1989–1996 i 2002–2006.